# كليف أودوم
كليف أودوم (بالإنجليزية: Cliff Odom)‏ هو لاعب كرة قدم أمريكية أمريكي، ولد في 15 أغسطس 1958 في بومونت في الولايات المتحدة.

## وصلات خارجية
- كليف أودوم على موقع مرجع كرة القدم المحترفة.كوم (الإنجليزية)